# Боязнь вождения
Амаксофо́бия — навязчивый страх (фобия) находиться в автомобиле или ехать в нём, а также боязнь вагонов. Лица с данным фобическим расстройством, едущие в транспортном средстве, обычно боятся аварии и её последствий, особенно травм или смерти. Часто ассоциировано с боязнью замкнутых пространств (клаустрофобия).
Термин «амаксофобия» (англ. amaxophobia) происходит от др.-греч. ἅμαξα, «карета» и -φοβία, «страх». Данная фобия значительно ухудшает качество жизни человека, ограничивая его возможности передвижения. Амаксофобия может быть как самостоятельной фобией, так и сопутствующей другим страхам, например гипенгиофобии (страх перед ответственностью), криминофобии (страх совершить правонарушение), пирофобии (страх перед пожаром и огнём) или танатофобии (боязнь смерти).
В некоторых случаях беспокойство является постоянным, и человек чувствует себя не в состоянии двигаться. В более серьёзных случаях беспокойство становится подавляющим и парализующим до такой степени, что человек может полностью отказаться от вождения. Страх вождения может перерасти в фобию во время сложных дорожных ситуаций, таких как движение по автостраде или пробка на дороге.

## Причины возникновения
Причин возникновения у человека амаксофобии множество. Часто эта проблема возникает после пережитой аварии или когда человек становится свидетелем смерти в результате дорожно-транспортного происшествия. Психоз или бурная фантазия увеличивают вероятность появления психотравмы.
- Боязнь водить машину (фобия) возникает из-за предчувствия человека, что ему угрожает смертельная опасность. Такой страх иррационален, то есть не имеет объективных на то причин.
- По мнению учёных, амаксофобия может быть унаследована генетически[источник не указан 2008 дней]. Индивид наследует от родителей или предков тревожно-мнительные особенности психики, которые могут проявиться при определённых обстоятельствах.

## Особенности
Сила потрясения, которое пережил человек, может быть различной. В связи с этим проявление амаксофобии может иметь разные признаки, быть более или менее выраженным. Водитель или пассажир не могут полностью контролировать ситуацию на дороге, всегда есть обстоятельства, которые от них не зависят. Непредвиденные и неуправляемые события, например ДТП, нередко провоцируют возникновение амаксофобии. Учёные утверждают, что больше всего распространены такие причины, как поездки на авто в плохих погодных условиях, сложная трасса с оживлённым движением, поездки по ночам. Сильное беспокойство может вызывать чувство ответственности за пассажиров, которые сидят в салоне авто. Многие водители нервничают, когда им приходится ехать на чужой машине.

## Виды амаксофобии
Эта фобия может носить индивидуальный характер или быть коморбидной с другими психическими расстройствами.
- Страх поездки, попасть в аварию;
- Страх перед какими-то конкретными видами транспорта — троллейбусами, автомобилями, поездами и т. д.
- Невозможность передвижения на автомобилях, имеющих конкретный отличительный признак, например авто определённой марки или определённого цвета.
- Переживания социального характера. Боязнь ездить на автомобилях, которые могут повредить имиджу человека.

## Симптомы амаксофобии
- Головная боль
- Тошнота
- Головокружение
- Панические атаки
- Помутнение в глазах

Люди со страхом вождения могут испытывать дрожь, потливость, учащённый пульс, потерю чувства реальности и мысли о потере управления транспортом во время вождения даже в ситуациях, которые являются достаточно безопасными.
Люди с сопутствующим посттравматическим стрессовым расстройством могут испытывать навязчивые мысли об аварии как во время вождения, так и находясь вне транспортного средства.

## Способы лечения
Для лечения амаксофобии рекомендуется проходить когнитивную терапию, используемую для стирания негативной памяти, вызывающей страх. Психотерапия является традиционным методом лечения, а разговорная терапия используется, чтобы успокоить пациента.
Наиболее распространённым методом лечения фобии и общей тревожности является психотерапия, в частности систематическая десенсибилизация (форма поведенческой психотерапии, служащая целям снижения эмоциональной восприимчивости по отношению к определённым ситуациям). Она в основном включает в себя экспозиционную терапию и методы релаксации во время вождения. Преодоление беспокойства за рулём обычно сводится к укреплению уверенности в себе и ознакомлению с маршрутами, по которым вы путешествуете, и обучению манёврам, которые вам обычно нужно совершать. Дополнительные тренировки и практика вождения, как правило, являются лучшим способом преодоления общей тревоги за рулем. Водители, которые хотят преодолеть свой страх, могут использовать эти методы, чтобы водить машину или другие транспортные средства. Это позволит им чувствовать себя более уверенно, и с течением времени они могут окончательно избавиться от данной фобии.

#### Что может помочь преодолеть амаксофобию
- Взять уроки вождения у профессионального сертифицированного инструктора.
- Находиться в сопровождении человека, которому вы доверяете.
- Водить в дневное время, избегая высокого трафика на дорогах.
- Выделять больше времени на дорогу, чтобы избежать дополнительного стресса.

Новым методом лечения амаксофобии является использование виртуальной терапии. При повторном воздействии у всех испытуемых наблюдалось значительно меньшее отклонение от нормы в отношении ускорения сердечного ритма, показаний депрессии, субъективного расстройства и оценок посттравматического стрессового расстройства.

## Факты об амаксофобии
- Страх, вызываемый моторофобией, иррационален и не поддаётся логическому объяснению.
- Амаксофобии подвержены около 5 процентов людей земного шара.
- Чаще всего в категорию амаксофобов попадают возрастные группы от двадцати до сорока лет.